# Кукуевская балка
Куку́евская Ба́лка — ручей в Зеленограде, правый приток реки Каменки. Своё название получил от бывшей деревни Кукуевки. Вероятно, топоним был образован от фамилии «Кукуев», либо от слова «кукуй» финно-угорского происхождения — «небольшой лесной островок, роща в полях».
Длина ручья составляет 700 метров. Глубина в верховьях — один метр, в середине — около 4 метров, в низовьях — до 5 метров. Исток расположен на западе деревни Каменка, устье — в 150 метрах южнее плотины Нижнего Каменского пруда. Водоток проходит в залесенной балке вдоль Заречной улицы.